# ديليا وليامز
ديليا وليامز (بالإنجليزية: Delia Williams)‏ هي ممثلة أسترالية، ولدت في 1930.